# Artemisia nujianensis
Artemisia nujianensis là một loài thực vật có hoa trong họ Cúc. Loài này được (Ling & Y.R.Ling) Y.R.Ling mô tả khoa học đầu tiên năm 1988.